# Дробжев, Виктор Иванович
Ви́ктор Ива́нович Дро́бжев (11 апреля 1940, Коробейниково, Усть-Пристанский район, Алтайский край, СССР — 29 марта 2018, Санкт-Петербург) — советский и казахстанский учёный, доктор физико-математических наук (1982), профессор (1995), академик Академии космонавтики им. К. Э. Циолковского (1999), академик АН Казахстана (2003). Директор Института ионосферы НАН РК (1983-91 и 1999—2011).

## Биография
Родился с. Коробейниково Усть-Пристанского района Алтайского края.
В 1947 году поступил в Коробейниковскую среднюю школу; окончив её в 1957 году с серебряной медалью, поступил на кафедру радиофизики радиофизического факультета Томского государственного университета им. В. В. Куйбышева. По его окончании в 1962 году со специальностью «Физик-радиоэлектроник» распределён в АН КазССР в Сектор ионосферы, а котором проработает 48 лет (до 2010 года).
В 1964 году поступает в аспирантуру, по окончании которой в 1967 году защищает кандидатскую диссертацию в Ростовском госуниверситете на тему: «Горизонтальные, вертикальные дрейфы и параметры мелкомасштабных неоднородностей ионизации F-области ионосферы».
- 1962—1964 — Инженер Сектора ионосферы Академии наук Казахской ССР;
- 1967—1968 — Младший научный сотрудник Сектора ионосферы Академии наук Казахской ССР;
- октябрь 1968 — февраль 1970 — Старший научный сотрудник 14-й Советской антарктической экспедиции;
- 1970—1983 — Старший научный сотрудник Сектора ионосферы Академии наук Казахской ССР;
- 1975—1983 — Заместитель по науке заведующего Сектором ионосферы Академии наук Казахской ССР;
- 1981 — защитил докторскую диссертацию в Москве в Институте Земного магнетизма и распространения радиоволн АН СССР на тему: «Волновые возмущения в ионосфере средних широт» (специальность 01.04.12 — «Геофизика»)[2][6].
- 1983—1991 — Заведующий лабораторией диагностики земных источников возмущений Института ионосферы Академии наук Казахской ССР;
- 1983—1991 — Директор Института ионосферы Академии наук Казахстана;
- 1990—1994 — Заместитель Академика-секретаря Отделения физико-математических наук;
- 1995 г. ему присвоено звание «профессор» по специальности «Физика».
- 1996—1997 — Заместитель Министра науки — президента Министерства науки — Академии наук Республики Казахстан;
- 1997—1999 — Директор департамента государственной научно-технической экспертизы и инфраструктуры Министерства науки и высшего образования Республики Казахстан;
- 12.1999-2011 — Директор дочернего государственного предприятия «Институт ионосферы» Республиканского Государственного предприятия «Центр астрофизических исследований»[2].

Подготовил 1 доктора и 12 кандидатов наук.
Умер 29 марта 2018 года.

## Семья
Жена: Дробжева (в девичестве Батракова) Людмила Ильинична (род. 1941). Дочь — Яна (род. 1962).

## Этапы работы
1. Развитие статистической модели отражающего ионосферного экрана, предполагающего, что неоднородности представляют собой хаотически возникающие и исчезающие области повышенной ионизации, дрейфующие под действием различных сил. Однако, по мере накопления экспериментальных данных, им были выявлены определённые противоречия между наблюдаемыми явлениями и предположениями, лежащими в основе используемой модели, что привело к необходимости пересмотра статистической модели отражающего ионосферного экрана.
2. Обоснование концепции волновой природы динамических процессов среднеширотной ионосферы. Обоснована структура и принципы построения, конструктивная разработка и реализация аппаратурного комплекса на основе чувствительных фазо-разностных методов.
3. Изучение взаимодействий литосферы — атмосферы — ионосферы — магнитосферы, протекающих при интенсивных явлениях в нижней атмосфере и на поверхности Земли как естественного, так и антропогенного характера. Проведенный под его руководством и при непосредственном участии ряд уникальных широкомасштабных экспериментов (например, широко известного в стране и за рубежом проекта «Масса») позволил доказать эффективность воздействия на околоземное космическое пространство (ОКП) сейсмических явлений, взрывов, пусков космических аппаратов[4].

## Организаторская деятельность
- Заместитель председателя секции прикладных проблем Комиссии по Государственным премиям Республики Казахстан в области науки, техники и образования[9];
- Член Высшего научно-технического совета при Правительстве Республики Казахстан;
- Член Президиума Национальной академии наук Республики Казахстан;
- Научный руководитель программы фундаментальных исследований Института ионосферы и ряда прикладных проектов;
- Заместитель Министра — президента Академии наук РК;
- Член правительственной рабочей группы, разработавшей государственную программу «Развитие космической деятельности в Республике Казахстан на 2005—2007 годы»[4][10].

## Некоторые работы
Автор более 220 научных работ и 2 монографий — «Волновые возмущения в ионосфере» (1975, в соавт.) и «Волны и излучение верхней атмосферы» (1981), 13 авторских свидетельств на изобретения.
Некоторые патенты:
- Устройство для подавления активных помех. Авторы: Дробжев В. И., Васильев И. В., Байдельдинов У. С. № предв. патента: 17485. Опубликовано: 15.06.2006. МПК: H04B 1/10;
- Устройство для получения низкотемпературной плазмы. Авторы: Васильев И. В., Жантаев Ж. Ш., Адамов Т. Н., Дробжев В. И., Аушев В. М., Переладов И. Ю., Сулейменов И. Э. № предв. патента: 15764. Опубликовано: 16.05.2005. МПК: H01J 61/76, H05H 1/24, H01J 61/70;
- Способ обнаружения запусков баллистических ракет. Авторы: Дробжев В. И., Козин И. Д., Колодин А. Д., Зеленков В. Е. № предв. патента: 2327. Опубликовано: 15.09.1995. МПК: G01S 3/00;
- Способ обнаружения запусков баллистических ракет. Авторы: Зеленков В. Е., Казаков В. В., Дробжев В. И. № предв. патента: 2328. Опубликовано: 15.09.1995. МПК: G01V 3/00, G01S 17/00;
- Способ дистанционного обнаружения подземных ядерных взрывов. Авторы: Казаков В. В., Дробжев В. И., Зеленков В. Е. № предв. патента: 1744. Опубликовано: 15.03.1995. МПК: G01S 17/00, G01V 3/00.
- Способ прогнозирования землетрясений. Авторы: Дробжев В. И., Казаков В. В. Номер патента: 1080099. Опубликовано: 15.03.1984. МПК: G01V 3/40, G01V 9/00[12].

## Награды
- Медаль «За доблестный труд» (1978 г.),
- Нагрудный знак «Изобретатель СССР» (1978 г.),
- Медаль «За трудовую доблесть» (1986 г.),
- Медаль им. С. П. Королёва (1986 г., по др. данным, 1978[2]),
- Медаль «Ветеран труда» (1988 г.),
- Почётная грамота Республики Казахстан (1992 г.),
- Медаль «Астана» (1998 г.)
- Знак «Международной ассоциации участников космических полётов» (2004)
- Медаль «10 лет Конституции Республики Казахстан» (2005 г.),
- Орден «Парасат» (2005 г.)[4].